# Sint-Pieterskerk (Olsene)

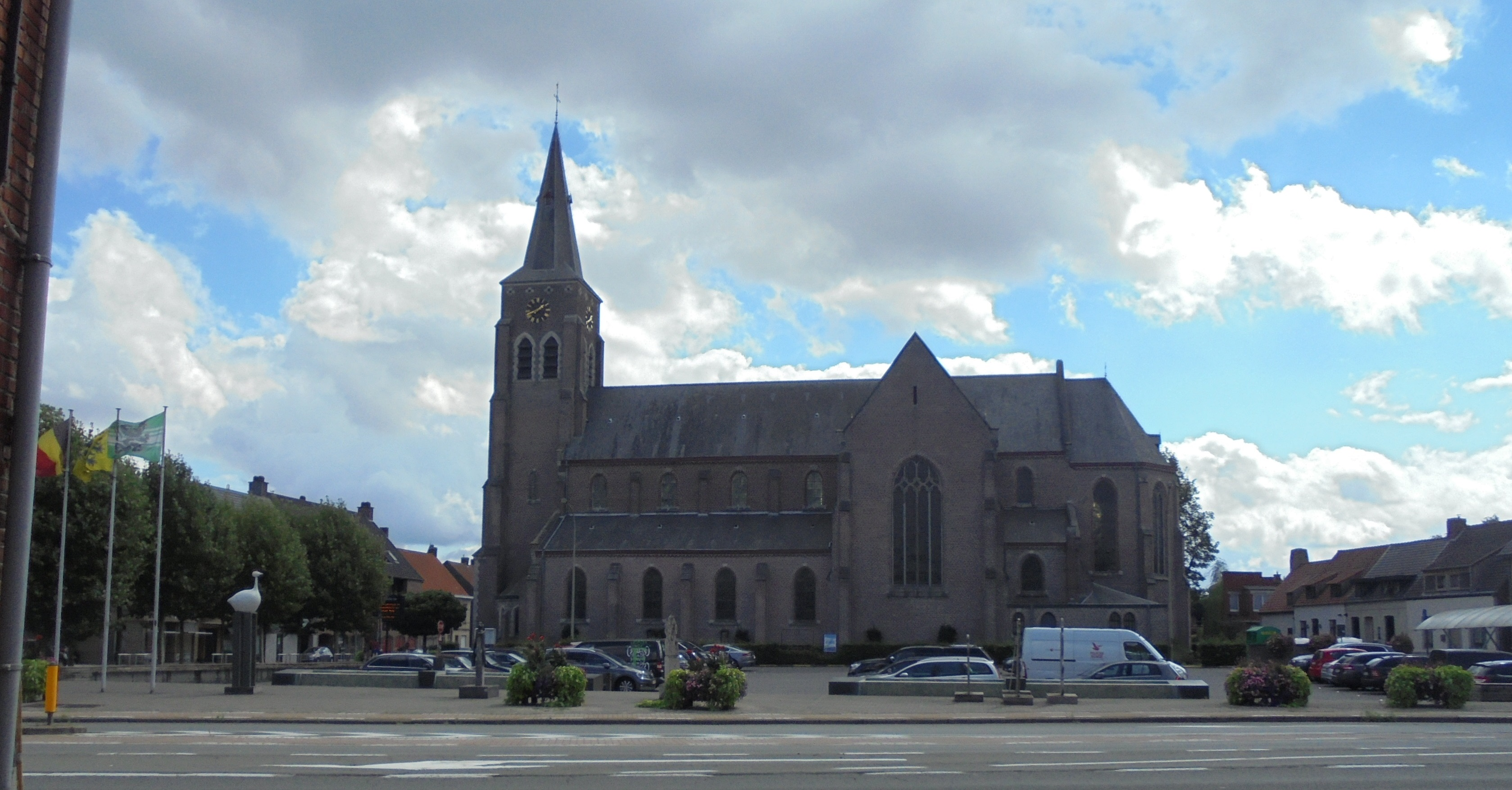
Sint-Pieterskerk

De Sint-Pieterskerk is een rooms-katholieke kerk, gelegen in Olsene (Zulte). Ze is gebouwd op de Sint-Pieterszandberg, waar de huidige Kerkstraat en de Grote Steenweg N43 samenkomen.
De kerk werd gebouwd in 1880 in neogotische stijl. Ze kwam er ter vervanging van een kerk die nabij de Leie stond, een kleine kilometer van de huidige kerk, op de plaats waar nu nog altijd het kerkhof ligt. De voormalige - en te kleine - kerk dateerde waarschijnlijk van begin 15e eeuw en werd na de verwoesting van 1584 volledig vernieuwd.
Zowel tijdens de Eerste als de Tweede Wereldoorlog werd de nieuwe kerk erg beschadigd. Telkens diende men een beroep te doen op een noodkerk, een loods naast het Breugelhof. De eerste maal tot in 1925, na de Tweede Wereldoorlog tot in 1954.

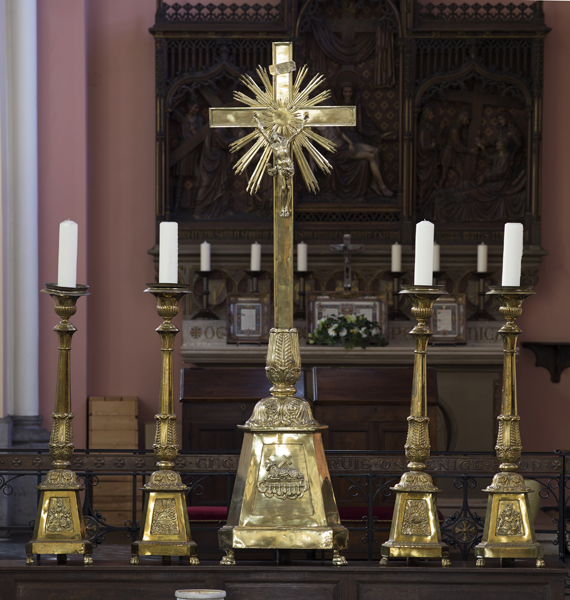
Crucifix en kandelaars
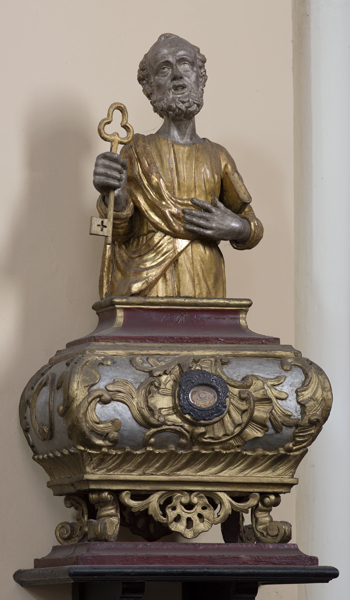
Reliekschrijn
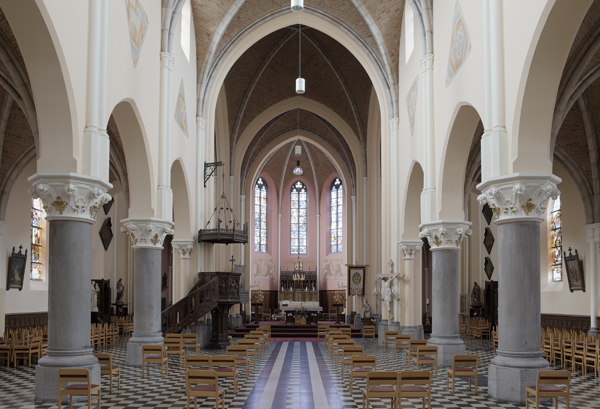
Interieur (overzicht)
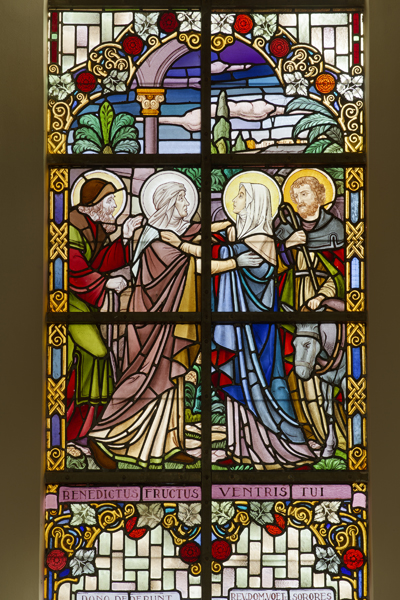
Glasraam (door Hendrik Coppejans)
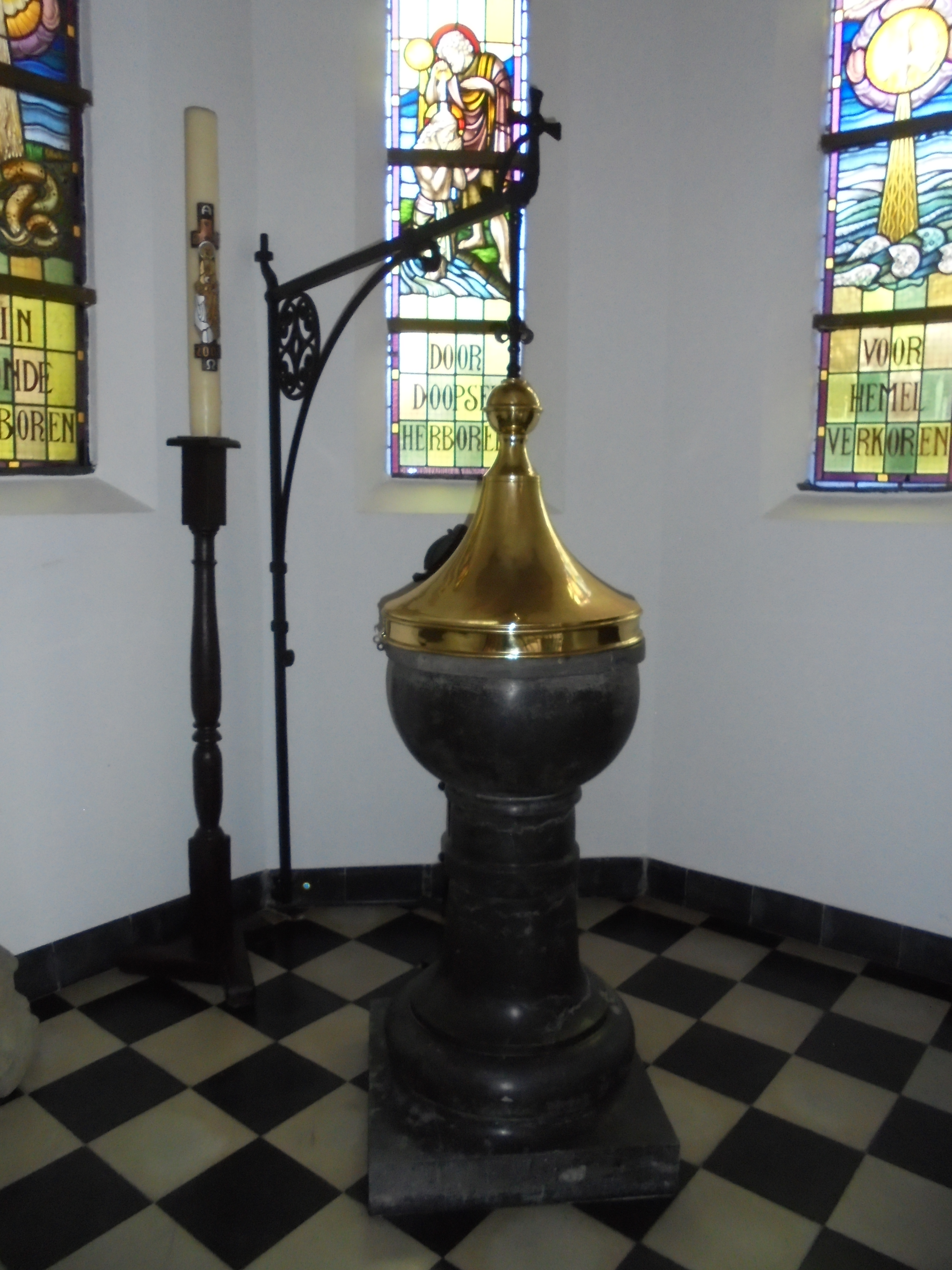
Doopvont